# Compétition de tondeuses à gazon

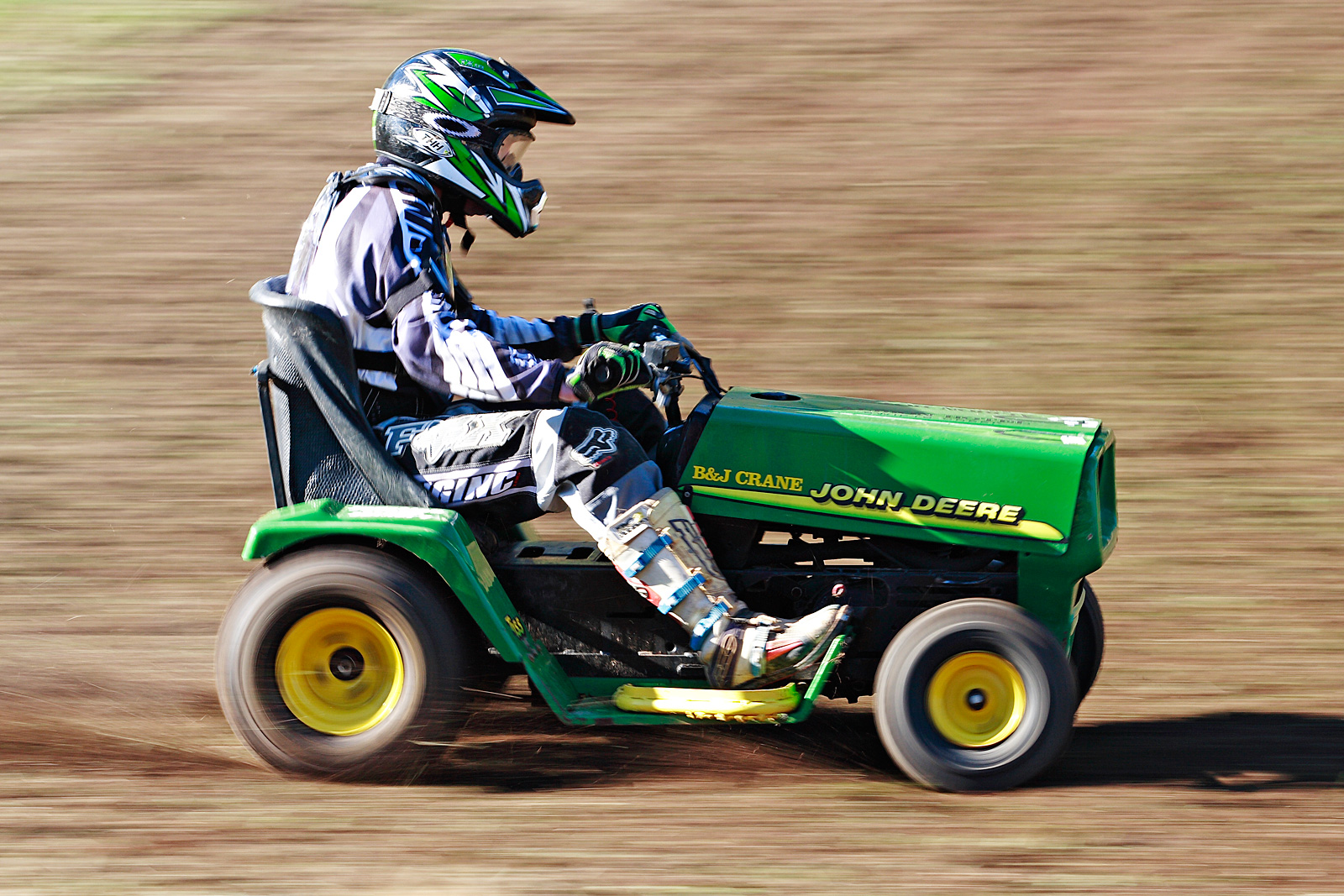
Pilote de tondeuse à gazon lors d'une course à Swifts Creek (Australie) en 2007.

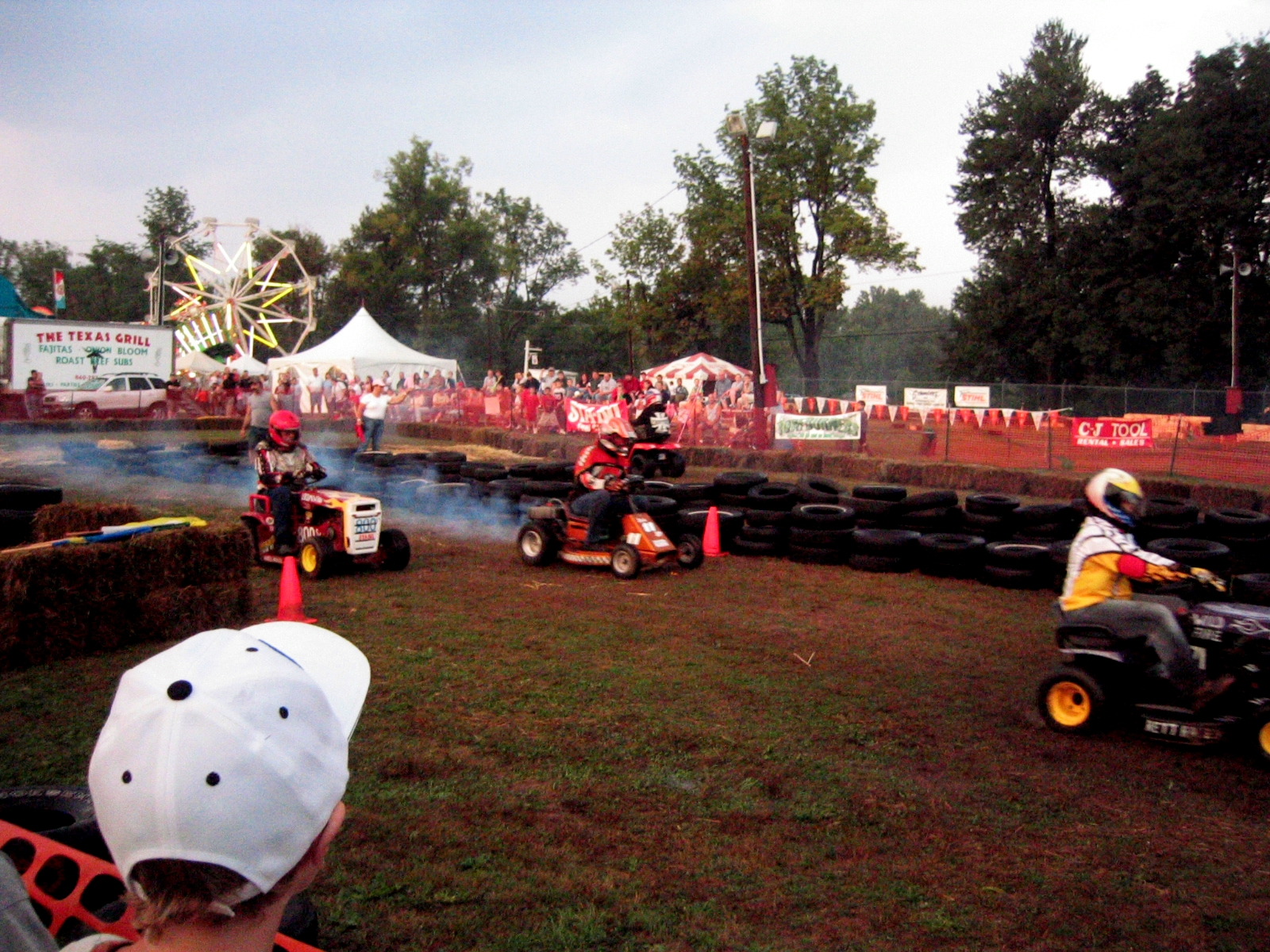
Compétition de tondeuses à gazon et courses de tracteurs tondeuses

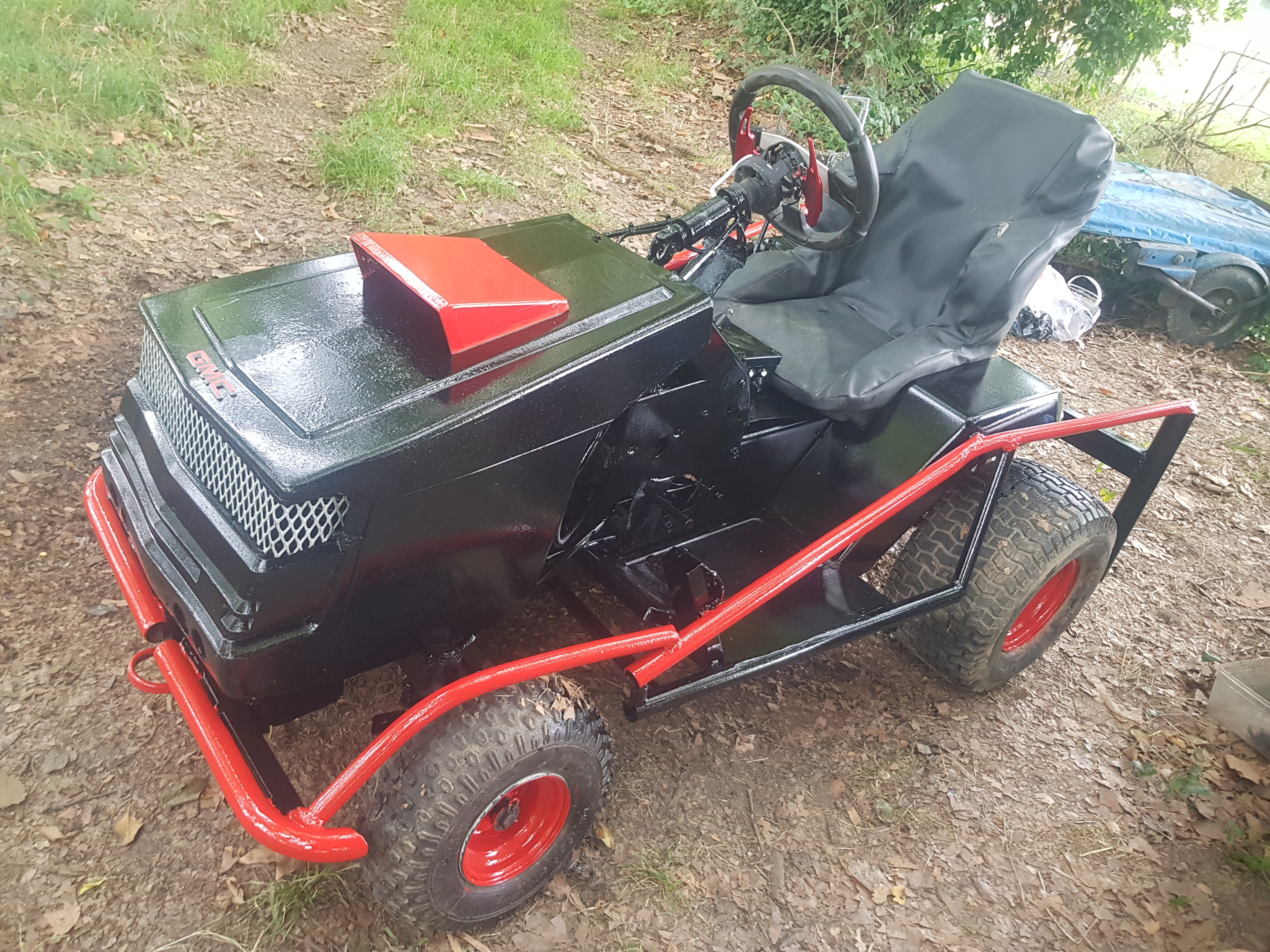
Un tracteur tondeuse de course.Puissance : 20Cv / 691cc bicylindre
Vitesse max : 70 km/h
Boite 5 vitesse avec commande électronique DIY séquentielle et palettes au volant.

La compétition de tondeuses à gazon et les courses de tracteurs tondeuses est un sport où les concurrents s'affrontent sur des tondeuses à gazon modifiées. Les lames sont enlevées par mesure de sécurité. Ce « sport » a été inventé en 1973 dans un pub du Sussex en Angleterre. Un groupe de personnes avait voulu se présenter comme candidats à une course automobile, mais cette participation leur était trop coûteuse. Ils ont alors émis le constat suivant : « Tout le monde a une tondeuse à gazon ». La British Lawn Mower Racing Association (association britannique de courses de tondeuses à gazon) était née,.
Cette discipline a été importée aux États-Unis en 1992 par Gold Eagle, fabricant du stabilisateur d'essence Sta-Bil, conquis par ce sport. Il existe aujourd'hui une association américaine concernant cette discipline : l'US Lawn Mower Racing Association.

## En France
Des courses officielles de tondeuses ont également lieu en France, en 1988 et 1989, avec un championnat d'Europe. La dernière compétition est entachée par un accident. C'est pour cette raison qu'aucune autre édition n'a eu lieu.
Depuis quelques années, les courses de tracteurs tondeuses sont de nouveau organisées un peu partout en France et des associations commencent à voir le jour et se fédèrent autour d'un règlement technique commun[réf. nécessaire]. En 2023, les "24h d'endurance tondeuse", des Petites-Armoises, dans les Ardennes, ont fait l'objet d'un reportage dans l'émission Turbo ainsi que dans le journal télévisé de 13h de TF1.